# رانندگی تحت تأثیر دارو و الکل

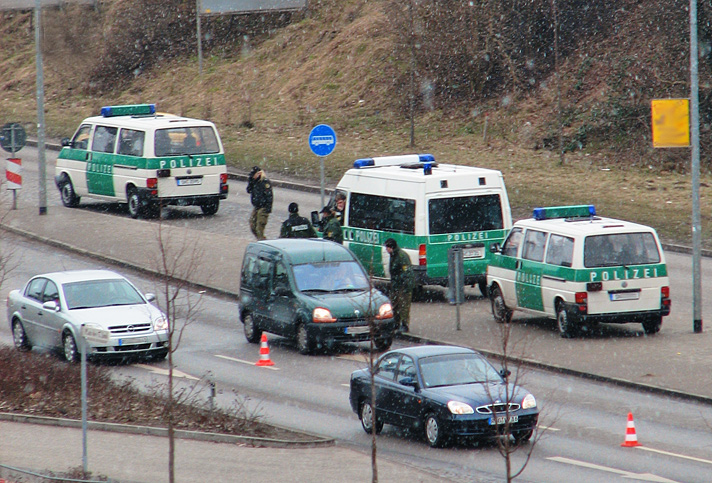
بازرسی ماشین‌ها توسط پلیس در بزرگ‌راهی در اشترالزوند آلمان برای یافتن راننده‌های مست

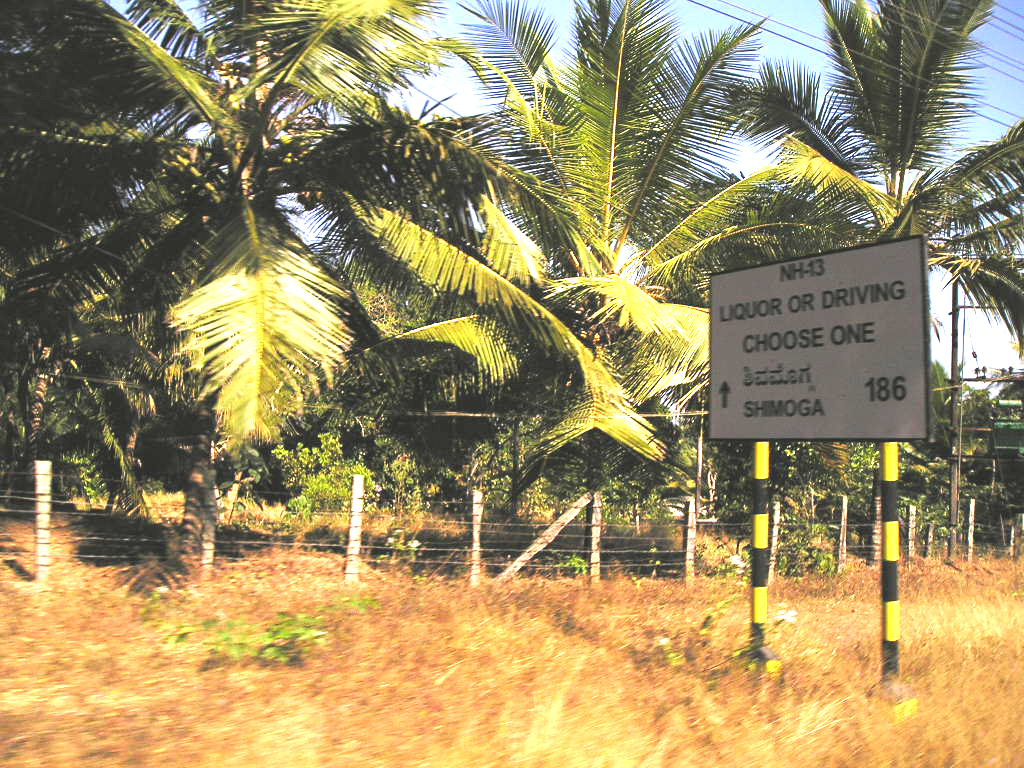
علائم جاده‌ای در کارناتاکا هندوستان برای تشویق رانندگان جهت نخوردن الکل هنگام رانندگی

رانندگی تحت تأثیر (به انگلیسی: Driving Under the Influence) (DUI) (یا رانندگی تحت تأثیر دارو و الکل) جرم راندن وسیله نقلیه موتوری در شرایطی است که فرد تحت تأثیر الکل یا داروهای دیگر (از جمله داروهایی که پزشک تجویز کرده‌است) در سطحی قرار گرفته‌است که راننده قادر به کنترل صحیح و امن وسیلهٔ نقلیه نیست.
سطح مستی راننده معمولاً با اندازه‌گیری میزان الکل خون یا BAC سنجیده می‌شود. یک اندازه‌گیری BAC بیش از یک سطح آستانه معین مثلاً ۵‌ صدم درصد (۰٫۰۵٪) یا ۸ صدم درصد (۰٫۰۸٪)، جرم جنایی را بدون نیاز به اثبات مستی تعریف می‌کند. در تعدادی از حوزه‌های قضایی در سطح بالاتری از BAC مثل ۱۲ صدم درصد (۰٫۱۲٪) مقوله‌ای به نام تشدید جرم وجود دارد.
در بیشتر کشورها، راننده‌ای که تحت تأثیر الکل یا داروهای دیگر موجب زخمی شدن یا کشته شدن فردی شده باشد علاوه بر زندانی شدن باید جریمه سنگینی را هم بپردازد. رانندگی در حالت مستی و تصادفات مربوط به نوشیدن الکل هر سال ۴۵ بیلیون دلار خسارت به بار می‌آورد. نخستین فردی که به خاطر رانندگی در حالت مستی دستگیر شد یک راننده تاکسی در لندن به نام جرج اسمیث بود که تاکسیش با وسیله نقلیه‌ای در سال ۱۸۹۷ تصادف کرد.

## تعریف
جرم ممکن است به رانندگی واقعی وسیله نقلیه مربوط نباشد، بلکه در سطح وسیعتر فرد مسئولیت کنترل وسیله نقلیه را برعهده داشته باشد حتی اگر در حال رانندگی هم نبوده باشد.
دیکشنری میریام وبستر رانندگی در حالت مستی را اینگونه هم تعریف می‌کند:فردی که به علت مستی در هنگام رانندگی دستگیر شده‌است، عمل یا جرم رانندگی هنگامی که راننده تحت تأثیر الکل یا داروهای دیگر بوده‌است، شخصی که به خاطر رانندگی در هنگام مستی دستگیر یا سرزنش شده‌است،دستگیری یا سرزنش هنگامی که فرد تحت تأثیر الکل بوده‌است.
در بعضی کشورها (مثل استرالیا) راندن وسایل دیگر مثل اسکیت یا حیوانات مثل اسب سواری هم هنگام مستی جرم محسوب می‌شود.

## الکل خون

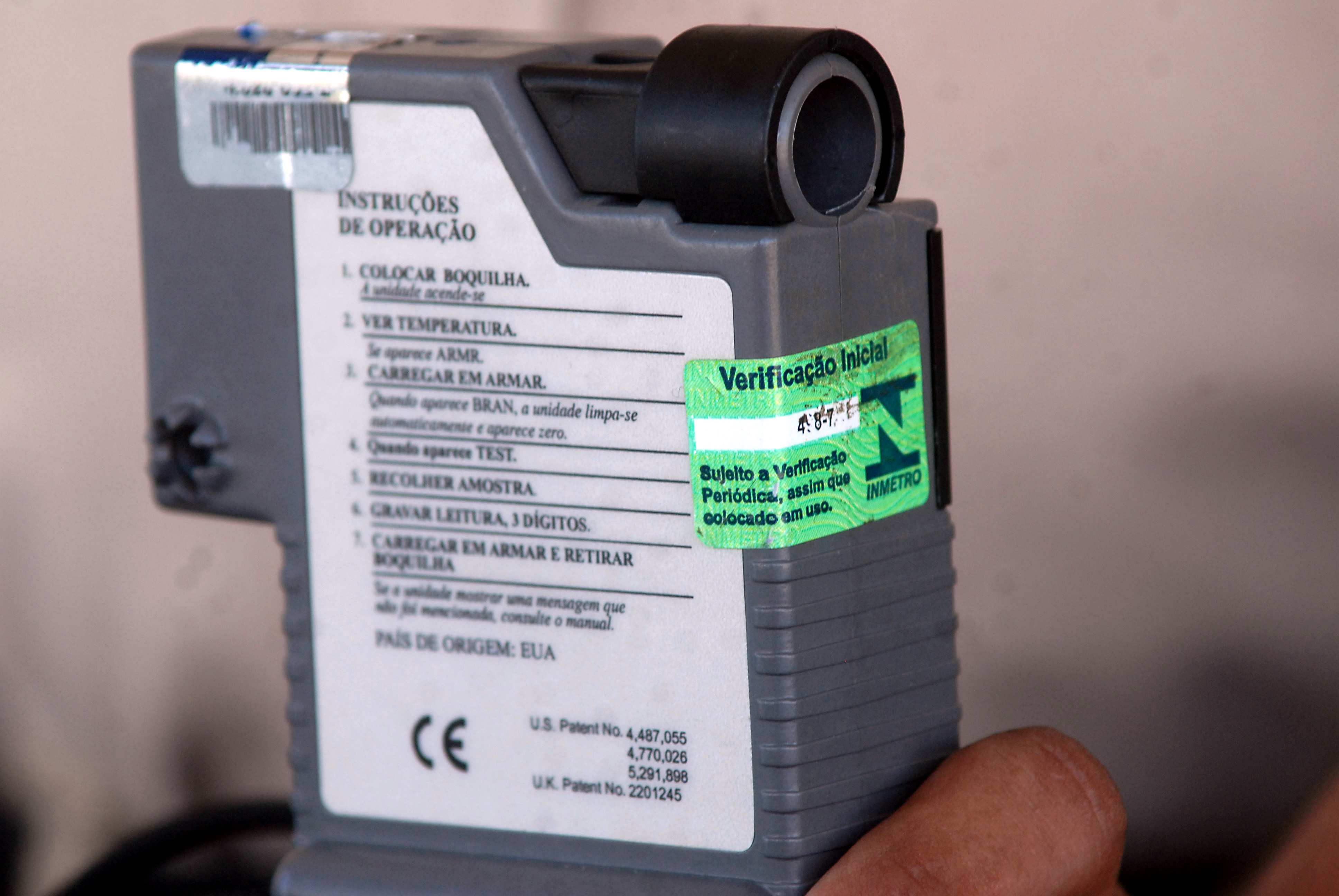
حسگر الکل تنفس

با پیدایش آزمایش علمی میزان الکل خون (BAC)، رژیم‌های اجباری جای خود را به مجرم شمردن راننده در مواردی را داد که هنگام رانندگی در خون فرد بیش از میزان مجاز الکل وجود داشته باشد. اگرچه این مطلب مانع انجام همزمان آزمایش‌های قدیمی نمی‌گردد.BAC به راحتی با درصدی از میزان الکل خون به نسبت وزن اندازه‌گیری می‌شود.